# Ramiro Figueiras Amarelle
Ramiro Figueiras Amarelle (Ponteceso, 17 dicembre 1977) è un ex calciatore e giocatore di beach soccer spagnolo.
È il capitano della Nazionale di beach soccer della Spagna ed è considerato uno dei migliori giocatori di beach soccer al mondo.
Ha vinto il premio come miglior giocatore del Campionato mondiale di beach soccer per due volte, nel 2003 e nel 2008. È stato inoltre miglior giocatore dell'Euro Beach Soccer League per quattro volte, nel 1999, 2000, 2001 e nel 2003. È stato anche miglior giocatore nella Liga per quattro volte, nel 1998, 2000, 2001 e nel 2003.

## Carriera
Inizia la sua carriera nelle giovanili del Deportivo La Coruña. Dopo una brevissima carriera calcistica, passa al beach soccer, dove miete parecchi successi.